# Have One on Me
Have One on Me je třetí studiové album americké hudebnice Joanny Newsom. Bylo nahráváno v průběhu roku 2009 a vydáno v únoru následujícího roku ve vydavatelství Drag City.

## Popis alba
Deska je koncipována jako trojalbum s 18 rovnoměrně rozloženými skladbami, které bylo produkováno samotnou zpěvačkou, mix zvuku zajistili Jim O'Rourke a Noah Georgeson, společně s Ryanem Francesconim. Podobně jako předchozí album Ys provází třetí desku bohatý orchestrální doprovod za využití netradičních nástrojů, jako jsou tambura, kemenche, kora či šikmá flétna kaval.
Newsom napsala texty ke všem skladbám. K textu titulní skladby Easy se inspirovala příběhem irské tanečnice Loly Montezové.
V názvu alba "Have One on Me" se částečně odráží přímočarost a zemitost anglického idiomu, kterým hudebnice odkazovala i k titulní písni, jakožto tematickému poselství desky. Název také odkazuje k určitému druhu sebeobětování, které prostupuje dalšími skladbami. "Je to také velmi ženská záležitost. Je to obětování se v těch pijáckých termínech, jako když si naléváte něco z láhve a hladina vína klesá a klesá a klesá s každou skleničkou, kterou naléváte a rozdáváte." Během nahrávání se zpěvačka potýkala s uzlíky na hlasivkách, kvůli nimž musela výrazně pozměnit styl zpěvu.
Centrálním motivem grafické podoby přebalu desky je orientalistický pokoj stylizovaný do 20. let 20. století, ve kterém Newsom leží na divanu jako odaliska. Motiv nejprve zachytila Annabel Mehran jako černobílou fotografii, poté byla fotografie ručně kolorována Beccou Mann.

## Kritická recepce
Album si po svém vydání vysloužilo široký ohlas hudebních recenzentů. Oduševnělý projev hudebnice byl přirovnáván k Lauře Nyro či Joni Mitchell. Časopis SPIN hodnotil nahrávku jako "uzavřený svět vřelosti, krystalických detailů a intimity." Will Dean z deníku The Guardian album viděl jako "velké, dlouhé a odvážné." Značnou délku alba a souběh různých hudebních stylů jako desku určující charakteristiku předložil v recenzi pro BBC také Louis Pattison. Negativní kritiku rozvinul Matthew Cole z časopisu Slant Magazine, který album nazval "podivným a podivně okázalým zmatkem zasazeným hluboko do psychického světa příběhů, které však nemohou přijít na to, kde začít a skončit, či které stojí za pozornost publika.
Mark Richardson ze serveru Pitchfork nacházel v albu jedny z posluchačsky nejdostupnějších skladeb vzešlých z produkce Joanny Newsom. Skladbu Good Intentions Paving Company označil Simmy Richman z The Independent jako "epickou píseň se srdcervoucím zakončením."
Hudební časopis The Wire zařadil nahrávku na 4. místo v žebříčku TOP 50 alb roku 2010. V podobném žebříčku na hudebním webu Pitchfork se deska Have One on Me umístila na 7. místě za rok 2010 a jako 16. nejlepší nahrávka dekády.

## Seznam skladeb
| Disk 1         | Disk 1                     | Disk 1 |
| Pořadí         | Název                      | Délka  |
| -------------- | -------------------------- | ------ |
| 1.             | Easy                       | 6:04   |
| 2.             | Have One on Me             | 11:02  |
| 3.             | 81                         | 3:51   |
| 4.             | Good Intentions Paving Co. | 7:02   |
| 5.             | No Provenance              | 6:25   |
| 6.             | Baby Birch                 | 9:30   |
| Celková délka: | Celková délka:             | 43:54  |

| Disk 2         | Disk 2           | Disk 2 |
| Pořadí         | Název            | Délka  |
| -------------- | ---------------- | ------ |
| 1.             | On a Good Day    | 1:48   |
| 2.             | You and Me, Bess | 7:12   |
| 3.             | In California    | 8:41   |
| 4.             | Jackrabbits      | 4:23   |
| 5.             | Go Long          | 8:02   |
| 6.             | Occident         | 5:37   |
| Celková délka: | Celková délka:   | 35:43  |

| Disk 3         | Disk 3           | Disk 3 |
| Pořadí         | Název            | Délka  |
| -------------- | ---------------- | ------ |
| 1.             | Soft as Chalk    | 6:29   |
| 2.             | Esme             | 7:56   |
| 3.             | Autumn           | 8:01   |
| 4.             | Ribbon Bows      | 6:10   |
| 5.             | Kingfisher       | 9:11   |
| 6.             | Does Not Suffice | 6:44   |
| Celková délka: | Celková délka:   | 44:31  |

## Obsazení
- Joanna Newsom – harfa, klavír, zpěv
- Alex Camphouse – lesní roh
- Dan Cantrell – piano, Hammondovy varhany, harmonium, cembalo, akordeon
- Patrick Cress – basklarinet
- Ryan Francesconi – tambura, kaval, akustická a elektrická kytara, baskytara, banjo, mandolína, flétna
- Sascha Groschang – violoncello
- Djeina Haruta – viola
- Shawn Jones – fagot
- Shira Kammen – vielle, rebec
- Dan Koretzky – tympány
- Katie Kresek – housle
- Judith Linsenberg – flétna
- Kane Mathis – kora
- Greg Moore – doprovodné vokály
- Thom Moore – doprovodné vokály
- Neal Morgan – bicí, perkuse, tympány, doprovodné vokály
- David Morris – viola da gamba
- Yeolim Nam – housle
- Eric Oberthaler – trubka, kornet
- Philip Payton – housle
- Laura Reynolds – hoboj
- Andrew Roitstein – kontrabas
- Phaedon Sinis – flétna, tarhu, kemenche
- Lily Storm – doprovodné vokály
- Andrew Strain – pozoun

## Produkce
- Joanna Newsom – produkce
- Jim O'Rourke – mix zvuku
- Ryan Francesconi – hudební aranže, dirigent orchestru
- Noah Georgeson – mix zvuku
- Steve Rooke – mastering
- Becca Mann – grafický design
- Annabel Mehran – fotografie
- Greg Moore – dodatečné aranže
- Thorn Moore – dodatečné aranže
- Neal Morgan – aranže bicích a perkusí
- Dan Osborne – návrhář grafického rozvržení
- Lila Sklar – dodatečné aranže
- Corinna Taylor – kaligrafie